# Walda Heywat
Walda Heywat (amarico: ወልደ ሕይወት; anche detto Mitku; 1599 – 1692) è stato un filosofo etiope. 
Fu discepolo di Zara Yacob, autore di un'opera molto apprezzata sulla natura della verità e della ragione (la Hatata). Heywat riprese il lavoro del suo mentore e lo ampliò, affrontando i problemi incontrati dagli etiopi di quel tempo.

## Biografia
Walda Heywat era uno dei figli di Habtu, un ricco mercante etiope di Emfraz, e studente di Zera Yacob, del quale continuò nel suo Trattato di Walda Heywat, scritto in Ge'ez . Walda Heywat era il figlio di Habta Egziabher (chiamato Habtu), un amico di Zera Yacob nella città di Emfraz. Fu in questo centro che Zera Yacob trascorse la seconda parte della sua vita. Zera Yacob fu l'insegnante dei figli di Habtu e introdusse Walda Heywat alla sua filosofia.
Fu Walda Heywat a incoraggiare Zera Yacob a scrivere il Trattato di Zera Yacob, nel quale il filosofo etiope descrive la sua vita e la sua filosofia.

## Pensiero filosofico
La personalità di Walda Heywat emerge chiaramente dall'analisi della sua etica sociale. Essendo discepolo di Zera Yacob e fortemente influenzato dal pensiero del maestro, Heywat scrisse il suo Trattato per esplorare e spiegare le idee del suo insegnante. Sebbene le idee di Zara Yacob fossero relativamente individualistiche, Walda Heywat era un esperto di etica sociale. Nel suo scritto, Walda Heywat afferma: «Dio non mi ha creato solo per me stesso, ma mi ha posto in mezzo ad altri uomini creati che sono uguali a me». E aggiunge: «L'uomo non può venire all'esistenza, crescere e servire da solo senza l'aiuto degli altri uomini».